# KARMOL LNGT Powership Asia
KARMOL LNGT Powership Asia – плавуча установка з регазифікації та зберігання (Floating storage and regasification unit, FSRU) зрідженого природного газу (ЗПГ), створена для компанії KARMOL.

## Загальні дані
Судно спорудили в 1991 році як ЗПГ-танкер NW Shearwater (з 2013-го – Northwest Shearwater) на верфі японської Kawasaki Sakaide Works у Сакаїде.
В 2021 році танкер викупила компанія KARMOL, що належить на паритетних засадах японській судноплавній Mitsui OSK Lines та турецькій Karadeniz. Остання створила перший у світі флот плаваючих електростанції, при цьому в окремих випадках їх було доцільно доповнювати потужностям, що дозволили б використовувати природний газ у регіонах з відсутністю відповідної інфраструктури. Як наслідок, Northwest Shearwater пройшло на сінгапурській верфі Sembcorp Marine переобладнання у плавучу установку з регазифікації та зберігання ЗПГ і отримало нову назву KARMOL LNGT Powership Asia.
Зберігання ЗПГ відбувається у резервуарах загальним об’ємом 125172 м3. За необхідності, судно може продовжувати використовуватись як звичайний ЗПГ-танкер та пересуватись до місця призначення зі швидкістю 18,5 вузла.

## Історія служби
У другій половині 2022 року KARMOL LNGT Powership Asia розпочало роботу у Бразилії в складі плавучого електроенергетичного комплексу Ітагуаї. Тривалість проекту визначена первісним контрактом як 44 місяці. 